# 千葉県立安房拓心高等学校
千葉県立安房拓心高等学校（ちばけんりつ あわたくしんこうとうがっこう）は、千葉県南房総市和田町海発に所在する公立の高等学校。旧名称は、千葉県立安房農業高等学校。

## 設置学科[1]
- 総合学科
  - 文理系列
  - 園芸系列
  - 畜産系列
  - 土木系列
  - 調理系列 - 卒業時、調理師免許を取得。[2]

## 沿革概要[3]
- 1921年（大正11年）
  - 2月15日 - 安房郡立千葉県安房農業水産学校として創立許可。
  - 4月10日 - 南三原村松田にて開校。
- 1921年（大正11年）中頃 - 建築半ばの新校舎が台風により倒壊し、再度の工事となる。
- 1922年（大正12年）
  - 1月8日 - 南三原村海発の新校舎に移転する。
  - 4月10日 - 県立に移管され，千葉県立安房農業水産学校と改称。
  - 4月25日 - 千葉県立安房水産学校設立により、水産科を廃止。
  - 4月27日 - 千葉県安房農学校と改称。（修業年限尋常小卒5か年、生徒定員5学級250名）
  - 9月1日 - 関東大震災により、農具舎と畜舎を除く全校舎を焼失。
  - 9月25日 - 林間あるいは天幕内にて一部授業開始。
- 1923年（大正13年）
  - 12月17日 - 新校舎（仮校舎）に全部移転して授業開始。
- 1924年（大正14年）
  - 3月22日 - 第1回卒業証書授与式を挙行。
- 1928年（昭和3年）
  - 12月12日 - 校旗制定。
- 1931年（昭和6年）
  - 4月 - 校歌制定。
  - 4月15日 - 女子部を開設し、南三原小学校において授業を開始（修業年限高小卒2か年、生徒定員2学級100名、研究科1年若干名）
  - 7月11日 - 女子部新校舎竣工（南三原村より県に寄与）。
  - 11月10日 - 男子部新校舎（本建築）竣工。
  - 12月19日 - 創立10周年記念式典及び女子部開設披露会並校舎落成祝賀式挙行。
- 1941年（昭和16年）
  - 4月1日 - 男子部に第2種を設置（修業年限高小卒3か年、生徒定員3学級150名）。
- 1942年（昭和17年）
  - 7月 - 第2種設置のため第3本館に1教室を増築。
- 1945年（昭和20年）
  - 4月 - 女子部の学級増加が認可され、生徒定員4学級200名となる。男子部獣医畜産科を設置（修業年限尋常小卒5か年、生徒定員3学級250名）。
- 1947年（昭和22年）
  - 4月1日 - 併設中学校設置。
  - 10月 - 獣医畜産科を畜産科と改称。
- 1948年（昭和23年）
  - 2月 - 女子部の校舎（397m²）増築竣工（高校昇格期成同盟会で建築）。
  - 4月1日 - 学制改革により、千葉県立安房農業高等学校と改称、農業科（生徒定員9学級360名）・畜産科（3学級120名）および女子農業科（3学級120名）を設置。
- 1949年（昭和24年）
  - 3月31日 - 併設中学校廃止。
  - 4月1日 - 制度改正により、農業科、畜産科および女子農業科をそれぞれ農業課程、畜産課程、農村家庭課程と変更。
- 1951年（昭和26年）
  - 4月1日 - 園芸課程の新設および農村家庭課程の学級増加が認可され、農業課程（生徒定員6学級240名）、畜産課程（3学級120名）、園芸課程（3学級120名）、農村家庭課程（6学級240名）の4課程となる。
  - 4月 - 千葉県研究指定校の指定を受ける。研究課題「農業高等学校における学習指導について」
  - 9月 - 農村家庭課程の校舎（623m²）新築落成し、これに移転。
- 1952年（昭和27年）
  - 3月8日 - 火災により第2本館（586m²）焼失。
  - 4月 - 文部省産業教育研究指定校の指定を受ける。研究課題「農業高等学校における教育計画および教育課程の研究について」
  - 12月15日 - 第2本館（2階建延1223m²）竣工。
- 1953年（昭和28年）
  - 1月13日 - 創立30周年記念式典及び新校舎落成式典挙行。
  - 同日 - 農村家庭課程食物教室・被服教室（248m²）竣工。
- 1956年（昭和31年）
  - 3月 - 文部省産業教育研究指定校4か年の研究を終了する。
- 1958年（昭和33年）
  - 4月1日 - 県立学校管理規則第4条の規定に基づく千葉県立学校設置規則により農業課程・畜産課程・園芸課程・農村家庭課程を農業科・畜産科・園芸科・農村家庭科と改める。農村家庭科実験学校の指定を受ける。研究課題「農村家庭科の教育内容とその指導計画」
  - 5月15日 - 講堂（672m²）竣工。
- 1959年（昭和34年）
  - 2月2日 - 女子生徒宿泊所耕心寮（90m²）完成。
- 1960年（昭和35年）
  - 1月29日 - 旧講堂を移転改築し、柔道および卓球場とする。
- 1961年（昭和36年）
  - 3月20日 - 観葉植物温室（116m²）竣工。
- 1962年（昭和37年）
  - 4月1日 - 農業科・園芸科・農村家庭科の学級増減が認可され、農業科（生徒定員3学級150名）、園芸科（6学級300名）、農村家庭科（9学級450名）となる。「千葉県立学校設置規則の一部を改正する規則」により千葉県立安房高等学校平群分校（定時制課程）本校に所属変更となる。
- 1963年（昭和38年）
  - 3月31日 - 実習教室（99m²）・野菜温室（119m²）竣工。
  - 4月1日 - 「千葉県立学校設置規則の一部を改正する規則」により本年度入学生より農村家庭科を生活科と改める。千葉県立安房高等学校鋸南校舎（全日制農業科）の閉鎖にともない在籍生徒は本校に編入。園芸科の学級増が認可される（9学級450名）。
  - 10月6日 - 農業管理室（79m²）・野菜温室（99m²）・草花温室（89m²）移築。
  - 10月25日 - 鉄筋校舎（生活科棟、3階建延1392m²)竣工。
- 1964年（昭和39年）
  - 2月12日 - 校長公舎（91m²）竣工。
  - 3月30日 - 草花温室（119m²）・農業機械室（83m²）竣工。
- 1965年（昭和40年）
  - 3月31日 - 育苗温室（119m²）竣工。生徒宿泊訓練所拓友塾（119m²）竣工。
- 1967年（昭和42年）
  - 3月31日 - 野菜温室（311m²）2棟・ボイラー室（13m²）・鶏舎（231m²）竣工。
- 1968年（昭和43年）
  - 3月21日 - 「千葉県立学校設置規則の一部を改正する規則」千葉県立安房高等学校平群分校の閉鎖に伴い在籍生徒は本校に編入される。
  - 3月31日 - 鶏舎（383m²）竣工。
- 1969年（昭和44年）
  - 12月7日 - 農業本館（1924m²）竣工。
- 1971年（昭和46年）
  - 3月25日 - 観葉温室（353m²）・収納調整室（162m²)竣工。
  - 4月1日 - 農業科1学級減
  - 7月5日 - 第1本館（4階建鉄筋4163m²）竣工。
- 1972年（昭和47年）
  - 3月31日 - 牛舎（656m²）竣工。加茂農場（27880m²）買収。
- 1973年（昭和48年）
  - 3月20日 - 第2本館（3階建鉄筋4104m²）竣工。
  - 3月31日 - 肥料舎（156m²）。貯蔵庫（126m²）竣工。
  - 4月1日 - 農業工学科（定員40名）新設。
- 1974年（昭和49年）
  - 6月20日 - 第4本館（360m²）・農業工学実習室（1215m²）竣工。
  - 12月5日 - 鉢物温室（399m²）竣工。
- 1975年（昭和50年）
  - 2月5日 - 創立50周年記念式典挙行。〈創立50周年記念誌発刊〉
  - 12月31日 - 体育館（1435m²）・農業機械室（172m²）竣工。
- 1976年（昭和51年）
  - 1月26日 - 切花温室（339m²）竣工。
  - 3月29日 - 用土室（70m²）竣工。
- 1977年（昭和52年）
  - 2月8日 - 農場管理実習室（132m²）竣工。
  - 3月8日 - 切花温室（341m²）竣工。
  - 8月20日 - 実習用機材物置（77m²）竣工。
- 1978年（昭和53年）
  - 3月25日 - メロン温室（100m²×４）、農業機械室（172m²）、豚舎（184m²）、ボイラー室（20m²）竣工。
- 1979年（昭和54年）
  - 3月30日 - 収納調整室（216m²）・温室3棟（951.16m²）・プール（25m公認）竣工。
- 1980年（昭和55年）
  - 3月30日 - 牛舎1棟・温室1棟・用土室1棟竣工。
- 1981年（昭和56年）
  - 3月31日 - 用土室1棟・温室1棟・材料庫1棟・ボイラー室1棟竣工。
- 1983年（昭和58年）
  - 3月31日 - 農業管理実習室（400m²）・鶏舎2棟（260m²）竣工。
  - 11月24日 - 創立60周年式典挙行。〈創立60周年記念誌発刊〉
- 1984年（昭和59年）
  - 3月31日 - トレーニングセンター（350m²）竣工。
- 1986年（昭和61年）
  - 3月31日 - 格技館（686m²）・収納調整室2棟竣工。
- 1987年（昭和62年）
  - 3月24日 - 農業機械実習室（150m2）竣工。
- 1988年（昭和63年）
  - 3月23日 - 農業管理実習室（142m2）竣工。
  - 8月1日 - 農業経済科設置許可申請書の提出。
- 1989年（平成元年）
  - 3月31日 - 合併浄化槽竣工。
- 1990年（平成2年）
  - 3月20日 - 農業経済科棟（495m2）竣工。
  - 4月1日 - 生活科1学級廃止。農業経済科（定員40名）新設。
- 1991年（平成3年）
  - 3月25日 - 農場管理実習室（511m²）竣工。
  - 4月1日 - 園芸科1学級廃止。
- 1992年（平成4年）
  - 8月1日 - 創立70周年記念式典挙行。〈創立70周年記念誌（10年小史発刊）〉
- 1993年（平成5年）
  - 4月1日 - 生活科2学級を廃止し、食品調理科（定員40名）を新設。
  - 5月17日 - セミナーハウス（559m2）竣工。
- 1994年（平成6年）
  - 3月28日 - 女子生徒宿泊室（耕心寮）取り壊し。
- 1995年（平成7年）
  - 3月22日 - 牛乳ビン詰装置改修。
  - 3月24日 - 温室自動制御装置設置。
  - 9月22日 - 相撲場（448m2）竣工。
- 1996年（平成8年）
  - 3月25日 - 男子生徒宿泊訓練所（拓友塾）取り壊し。
  - 9月23日 - ダチョウ（孵化後4か月、オス2羽、メス3羽）をオーストラリアより輸入。
  - 12月27日 - 育成牛舎（クリーンルーム169.68m2）・農場管理実習室（園芸実習室255.55m2）・収納室（162m2）・温室（398.11m2）改修。
- 1997年（平成9年）
  - 2月18日 - 管理・普通教室棟大規模改修工事（4階建延4142.35m2）竣工
  - 4月1日 - 園芸科・畜産科各1学級廃止し、生産技術科（定員80名）を新設。
  - 12月10日 - 中庭整備（枯山水 345m2）
- 1999年（平成11年）
  - 2月12日 - 農業本館大規模改造工事（3階建延1953.53m2）竣工。
  - 3月12日 - 牛舎（671m2）・堆肥舎（151m2）竣工。
- 2000年（平成12年）
  - 11月21日 - 食品調理科棟(旧普通室生活棟)大規模改造工事その1（3階建延1,401m2）竣工。
- 2001年（平成13年）
  - 4月1日 - 生産技術科1学級（定員40名）を廃止。
  - 12月17日 - 創立80周年記念ブロンズ像設置。
- 2002年（平成14年）
  - 3月21日 - 牛乳瓶冠帽機、集瓶台テーブル購入。
  - 3月31日 - プラント蒸気ボイラー購入。
  - 10月31日 - 特別教室棟大規模改造工事（3階建延3,025m2）竣工。
  - 11月8日 - 創立80周年記念式典挙行。〈創立80周年記念誌（10年小史発刊）〉
- 2004年（平成16年）
  - 4月1日 - 安房農業高校から安房拓心高校に校名変更。
  - 9月10日 - 再編に伴う改修工事竣工。（普通教室（3室）をガイダンス室に改修、体育館付属施設を総合学科多目的ホールに改修）
  - 9月27日 - 門扉整備。（正門、南門、2基）
- 2005年（平成17年）
  - 4月1日 - 生産技術科、農業工学科、農業経済科、食品調理科を廃止し、総合学科（定員160名）新設。
- 2006年（平成18年）
  - 3月6日 - 和田中学校体育館新設用地として、学校敷地（2,237m2）を和田町に売却。
  - 3月17日 - 和田中学校側境界フェンス（130m）和田町より引継。
  - 3月20日 - 門扉整備（西門1基）。
- 2007年（平成19年）
  - 1月31日 - 温室取り壊し(353m2)
  - 3月25日 - 自動洗瓶機購入。
  - 3月27日 - 門扉整備（体育館東側門、農業本館脇通用門）。フェンス整備（体育館東側民地境界83.85m、農業本館脇門扉横1.9m）
  - 11月30日 - 温室用温水ボイラー購入。
- 2008年（平成20年）2月22日 - 工学科実習棟外壁改修工事（1,215m）。
- 2009年（平成21年）
  - 3月18日 - 野球場天井ネット改修。
  - 3月30日 - 南側フェンス整備（52m）。
- 2011年（平成23年）
  - 3月10日 - 南側フェンス整備。（54ｍ）
  - 3月18日 - 屋内体育館他外壁等改修工事（2,650m2）。
  - 10月27日 - 第16回全国高等学校総合学科教育研究大会兼第12回関東地区高等学校総合学科教育研究大会で公開授業実施。
  - 11月10日 - 千葉県教育委員会平成23年度教育功労者表彰学校教育の部受賞。
- 2012年（平成24年）
  - 2月6日 - 千葉県教育委員会平成23年度魅力ある学校づくり大賞教育長賞（最高賞）受賞。
- 2013年（平成25年）
  - 3月1日 - 創立90周年記念誌（10年小史）発刊。
  - 9月25日 - 放送設備改修。
  - 10月17日 - ダチョウ飼育終了。
- 2014年（平成26年）
  - 7月1日 - PTAによる普通教室に空調設備設置。
  - 12月12日 - 放送設備改修（非常通報装置）。
- 2016年（平成28年）
  - 7月28日 - 海をきれいにするための一般協力者国土交通大臣表彰。
- 2017年（平成29年）
  - 2月21日 - 格技館屋上改修工事。
- 2018年（平成30年）
  - 3月7日 - ホイールローダ更新。
  - 3月27日 - 教育産業振興事業用パソコン一式更新。
  - 11月8日 - 体育館天井撤去。
  - 11月29日 - バルククーラー購入（牛舎）。
- 2019年（令和元年）
  - 9月9日 - 令和元年房総半島台風（台風15号）による被害（校舎、温室、牛舎、倉庫、相撲場など損壊）。
  - 11月27日 - 普通教室棟外壁改修工事。
- 2020年（令和2年）
  - 3月4日 - 新型コロナウイルス感染拡大防止のため臨時休校（～5月31日）
  - 6月1日 - 新型コロナウイルス感染拡大防止のため分散登校（～6月14日）
  - 11月25日 - 農場管理実習室（植物バイオ棟）取り壊し。
- 2022年（令和4年）
  - 3月18日 -  相撲場屋根改修（台風被害による損壊のため）。
  - 3月28日 - 調理実習室カメラシステム一式購入。
  - 3月28日 - 精密飼料管理システム一式購入。
  - 11月16日 - 創立百周年記念碑除幕式挙行。
  - 11月26日 - 創立百周年記念式挙行。
- 2024年（令和6年）
  - 6月14日 - 千葉県学校農業クラブ連盟主催 家畜審査競技会 乳牛の部 最優秀賞、３位入賞。
  - 6月16日 - 陸上競技部男子やり投げ選手 関東高等学校陸上競技大会男子南関東第３位入賞。
  - 7月29日 - 陸上競技部男子やり投げ選手 インターハイ出場。
  - 8月21日 - 第15回全国和菓子甲子園優勝。[4]
  - 10月23日 - 第75回日本学校農業クラブ全国大会 農業鑑定協議会 野菜の部 優秀賞。[5]

## 部活
運動部
- 野球部
- 陸上部 - 投擲種目にて複数回のインターハイ出場
- サッカー部
- テニス部
- バレーボール部
- バスケットボール部
- 剣道部
- 柔道部
- 相撲部
- 卓球部

文化部
- 音楽部
- イラストアニメ写真部
- 茶道部
- 華道部
- 書道部
- インターアクト部

専門部
- 園芸部
- 畜産部
- 土木部
- 家庭部
- 情報処理部

## 著名な出身者
- 秋山光章（館山市議会議員、元千葉県議会議員）[6]

## 著名な元教員
- 伊藤公平（歌人、随筆家、小説家、作詞家）

## 交通
- JR内房線南三原駅より徒歩10分